# بییاکانیاس
بییاکانیاس (به اسپانیایی: Villacañas) یک شهرستان در اسپانیا است که در استان تولدو واقع شده‌است.

## خصوصیات
بییاکانیاس ۲۶۹ کیلومترمربع مساحت و ۱۰٬۲۰۸ نفر جمعیت دارد و ۶۶۳ متر بالاتر از سطح دریا واقع شده‌است.